# Nueva Esparta
Lo stato di Nueva Esparta, è uno degli Stati federati del Venezuela. Insieme alle Dipendenze Federali è l'unico Stato insulare del paese. Situato a nord della nazione è formato da tre isole principali: Margarita, Coche e Cubagua.
Lo Stato federato è il più piccolo e si trova al largo della costa caraibica nord-est del Venezuela.
L'isola principale di Margarita ha una superficie di 1020 km².  La sua capitale è La Asunción e il principale centro urbano è Porlamar.

## Etimologia
Il nome deriva dal particolare valore dimostrato dagli abitanti delle isole durante le guerre di indipendenza, ritenuto simile a quello dei soldati spartani della Grecia antica.

## Storia
Fondata nel 1525, la provincia di Margarita era la più antica di quelle che nel 1777 fondarono il posto del capitano generale del Venezuela.
La provincia era dipendente della Audiencia Reale di Santo Domingo fino al 1739, quando fu annesso al Virreinato de Nueva Granada.
Nel 1821, quando la Gran Colombia fu creata, la Provincia di Margarita fu integrata nel Dipartimento di Orinoco insieme ad altre regioni. Quando la Repubblica del Venezuela nacque nel 1830, fu una delle province originarie del Venezuela. Nel 1864, Margarita assunse il nome di Stato di Nueva Esparta, nel 1881 venne aggregato allo Stato Guzmán Blanco (chiamato Miranda dal 1889 al 1898).
Nel 1901, due anni dopo la restaurazione dell'autonomia degli Stati, riprendeva il nome di Nueva Esparta, ma lo perse di nuovo tra il 1904 e il 1909, periodo in cui è stato incluso nel Distretto Federale come "sezione orientale".
Nel 1909 recuperò la condizione di Stato autonomo e nel 1948 aggiunse l'isola di Cubagua.

## Geografia

Cartina geografica di Nueva Esparta

L'isola principale di Margarita ha una superficie di 1020 km². La sua capitale è La Asunción. Il centro urbano principale è Porlamar.
Altre città importanti sono Juan Griego, Pampatar (Sede dell'Autorità Portuale), Punta de Piedras, San Juan Bautista, Las Guevaras, Las Hernández, Villa Rosa, Bella Vista (Margarita), El Valle del Espíritu Santo.

### Comuni e capoluoghi
|                   | \| Municipio \| Capoluogo \| Superficie (km²) \| Popolazione (abitanti) \| \| ----------------- \| ---------------- \| ---------------- \| ---------------------- \| \| Antolín del Campo \| Paraguachí \| 72 \| 28 294 \| \| Arismendi \| La Asunción \| 52 \| 28 309 \| \| Díaz \| San Juan \| 166 \| 71 466 \| \| García \| El Valle \| 85 \| 68 490 \| \| Gómez \| Santa Ana \| 96 \| 40 409 \| \| Maneiro \| Pampatar \| 35 \| 48 952 \| \| Marcano \| Juan Griego \| 40 \| 35 691 \| \| Mariño \| Porlamar \| 39 \| 97 667 \| \| Macanao \| Boca de Río \| 331 \| 26 423 \| \| Tubores \| Punta de Piedras \| 180 \| 36 924 \| \| Villalba \| Coche \| 55 \| 8 985 \| \| Nueva Esparta \| La Asunción \| 1 150 \| 491 610 \| |                  |                        |
| Municipio         | Capoluogo | Superficie (km²) | Popolazione (abitanti) |
| Antolín del Campo | Paraguachí | 72               | 28 294                 |
| Arismendi         | La Asunción | 52               | 28 309                 |
| Díaz              | San Juan | 166              | 71 466                 |
| García            | El Valle | 85               | 68 490                 |
| Gómez             | Santa Ana | 96               | 40 409                 |
| Maneiro           | Pampatar | 35               | 48 952                 |
| Marcano           | Juan Griego | 40               | 35 691                 |
| Mariño            | Porlamar | 39               | 97 667                 |
| Macanao           | Boca de Río | 331              | 26 423                 |
| Tubores           | Punta de Piedras | 180              | 36 924                 |
| Villalba          | Coche | 55               | 8 985                  |
| Nueva Esparta     | La Asunción | 1 150            | 491 610                |

## Popolazione

### Razza ed etnia
Secondo il censimento del 2011, la composizione razziale della popolazione era:
| Composizione razziale | Popolazione | %    |
| --------------------- | ----------- | ---- |
| Meticci venezuelani   | N.D.        | 49.1 |
| Bianchi               | 217,828     | 47.1 |
| Razza nera            | 11,562      | 2.5  |
| Altra razza           | N.D.        | 1.3  |

## Economia
L'attività economica principale è il turismo, molto incentivato dal governo che ha dichiarato l'isola di Margarita zona franca. L'attività economica tradizionale è la pesca.